# Louis van der Waal
Louis van der Waal (1979) is een Nederlands, Franse acteur en kunstenaar. Hij is actief in Nederland en Vlaanderen.
Van der Waal studeerde in 2003 af aan het Antwerps Herman Teirlinck Instituut, in de optie kleinkunst.
Aansluitend had hij een rol in enkele producties van Het Toneelhuis zoals Dood van een handelsreiziger, Jachtkamp, Strindberg en Gollygosh no! For a second there I thought I was involved en Gerucht. Bij de theatergroep Eisbär werkte hij samen met Benny Claessens mee aan Always cry at endings en Collateral Damage, en bij Theater Antigone aan Feydeau! en The Golden Boy. The Golden Boy werd geregisseerd door Sarah Moeremans, waar hij ook mee samenwerkt in Roostatoo, Zieke zielen (De Veenfabriek), Alleen in je wereld, There are people Dying (Productiehuis Rotterdam), Hadj (DNA) en Darling your Free (Generale Oost). Hij speelt ook bij Theater Branoul (Den Haag), Lantaren/Venster (Rotterdam) en De Warme Winkel (Frascati/Gasthuis in Amsterdam), Abke Haring, Schaubuhne Berlin am Leningerplatz. In 2007 richt hij samen met Kyoko Scholiers en Maarten Westra Hoekzema het gezelschap unm op. Tot hun producties horen Bye bye Buchenwald uit 2007 en Tussen Hond en Wolf, voor de Zomer van Antwerpen in 2009. In 2015 schreef en speelde hij samen met Kyoko Scholiers het theaterstuk Bastaard. Met de hulp van kinderpsychiater Peter Adriaenssens en genetisch genealoog Maarten Larmuseau ging ze voor dit stuk op zoek naar de waarheid rond het familiegeheim dat zij zou afstammen van Napoleon Bonaparte via een doodgezwegen bastaard uit een buitenechtelijk liefdesavontuur in Brussel.
Hij speelde mee in de Crashtest Ibsen-serie van Sarah Moeremans geschreven door Joachim Robbrecht. Die naast een tournee in samenwerking met Moeremans&Sons, het NNT en het laatste jaar ook met Toneelgroep Oostpool ook 4 jaar lang op het zomerfestival Oerol te zien was. Bij Joachim Robbrecht speelde hij ook mee in Figaro Desire Machine, voor de Opera Dagen Rotterdam, en de voorstelling The Great Warmachine, die zowel op het Nederlands als Belgisch Theaterfestival genomineerd werd. Net als de marathon voorstelling Colossus van Abattoir Fermedie ook voor het Vlaams Theaterfestival geselecteerd werd.
Sinds 2015 richtte hij samen met muzikant Mauro Pawlowski en kunstenares Celine Felga het kunstenaars collectief Ferdnnd op. Waarmee hij verschillende performances maakte, waaronder Transkamer en Hol.
Van der Waal speelt ook af en toe mee in televisieseries. In 2004 speelde hij een seizoen de rol van het personage Bas, een van de kotstudenten, in het dertiende seizoen van de Vlaamse televisieserie De Kotmadam. Hij had ook nog gastrollen in De Parelvissers in 2006, Duts in 2010 en Code 37 in 2012, Clinch 2016.